# Franz Sporrer

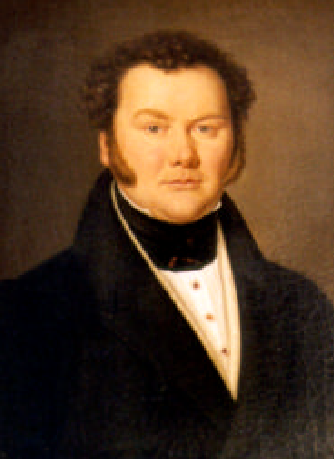

Franz Seraph Sporrer (* 1799 in Freising; † 1865) war Gastwirt und Bürgermeister der Stadt Freising.
Sporrer wurde als Sohn des Hacklbräus geboren. Er heiratete 1825 die verwitwete Inhaberin des Heiglbräuhauses. 1834 erwarb er die zwei benachbarten Häuser: die Heiglbäckerei und den Gasthof Weindlbräu. Alle drei Gebäude wurden abgerissen und der noch heute bestehende Bau des Hotels Bayerischer Hof errichtet. Zeitweise war Sporrer der reichste Bürger der Stadt Freising. Im Jahr 1848 wurde er Bürgermeister von Freising. In dieser Zeit baute er auch den Sporrerkeller an der Stelle des ehemaligen Stifts St. Veit  am Weihenstephaner Berg (heute Lindenkeller). Weitere politische Ämter folgten. Er war Mitglied des Landrats des Isarkreises, Abgeordneter der Städtekammer und Major der Landwehr. 1853 trat er als Bürgermeister ab und zog sich ins Privatleben zurück. 
Die Sporrergasse neben dem Hotel Bayerischer Hof trägt seinen Namen.

## Quelle
- Josef Moos: Freisinger Straßennamen - Geschichte und Geschichten. Stutz, Passau 2005, ISBN 3-88849-116-9, S. 140 ff.

| Personendaten    | Personendaten              |
| ---------------- | -------------------------- |
| NAME             | Sporrer, Franz             |
| ALTERNATIVNAMEN  | Sporrer, Franz Seraph      |
| KURZBESCHREIBUNG | Gastwirt und Bürgermeister |
| GEBURTSDATUM     | 1799                       |
| GEBURTSORT       | Freising                   |
| STERBEDATUM      | 1865                       |